# Martin Hanno
Martin Hanno (1526, Hradec Králové – 1550 Wittenberg) byl český renesanční spisovatel.

## Život
Narodil se v Hradci Králové. Studoval ve Wittenbergu, kde získal roku 1550 titul mistra. Zanechal značný počet latinských básní.
Zemřel ve Witenbergu v roce 1550, podle staršího zdroje již roku 1547.